# オフィル・マルシアーノ
オフィル・メイル・マルシアーノ (Ofir Meir Marciano、1989年10月7日 - ) は、イスラエル・アシュドッド出身のサッカー選手。ハポエル・ベエルシェバFC所属。イスラエル代表。ポジションはゴールキーパー。

## 経歴

### クラブ
マルシアーノが10歳のころに地元の強豪クラブチームであったFCアシュドッドに加入し、2008年にプロ契約を結んだ。2009-10シーズンにトップチームへと昇格を果たし、2011-12シーズンから守護神を担った。2015年7月7日、さらなる成長を求め、ジュピラー・プロ・リーグのロイヤル・エクセル・ムスクロンへ1シーズンのみレンタル移籍をした。
2016年8月26日、本人は以前から同僚のニル・ビトンが所属しているセルティックFCでのプレーを望んでいたが、当時2部にいたハイバーニアンFCに1シーズンのレンタル移籍をした。翌日の27日、グリノック・モートンFC戦で移籍後リーグ戦初フル出場を飾った。結果、このシーズンはリーグ戦通算21試合に出場し、クラブの1部昇格に貢献した。
2017年7月、ハイバーニアンと4年契約を締結した。2018年7月、マルシアーノは指の怪我が原因で手術を行い、リハビリを余儀なくされたが、10月にはチームの全体練習に復帰した。
2021年6月30日、フェイエノールトと2年契約を締結した。
2023年6月15日、ハポエル・ベエルシェバFCに3年契約で移籍した。

### 代表
2014年10月10日、UEFA EURO 2016予選のキプロス戦でA代表デビューを果たし、この試合では2-1と勝利を収めている。2017年3月の2018 FIFAワールドカップ・予選のスペイン代表戦では、自身のミスを含む4失点でスペイン相手に完敗した。

## タイトル
ハイバーニアンFC
- スコティッシュ・チャンピオンシップ 2016-17

フェイエノールト
- エールディヴィジ 2022-23